# 제니퍼 월컷
제니퍼 월컷(Jennifer Walcott, 1977년 5월 8일 ~ )은 미국의 모델이자 배우이다.